# Heliotropium amplexicaule
Espèce
Classification phylogénétique
Synonymes
- Cochranea anchusifolia  (Poir.) Gürke[1]
- Heliotropium anchusifolium   (Poir.) DC[1]

Heliotropium amplexicaule, de nom commun héliotrope bleu, herbe bleue, verveine marron, est une espèce de plante de la famille des Boraginaceae et du genre Heliotropium.

## Description
Heliotropium amplexicaule est une plante herbacée vivace touffue qui pousse des tiges ramifiées et velues jusqu'à environ 50 cm. Elle a un feuillage abondant de feuilles vertes oblongues au bord ondulé de 4 à 9 cm de long. Les inflorescences en épi terminal incurvé contiennent plusieurs minuscules fleurs violet vif avec des lobes arrondis et des gorges tubulaires jaunes. Les fruits sont des nucules appariées à surface rugueuse.

## Répartition
Heliotropium amplexicaule est originaire d'Amérique du Sud, particulièrement de l'Argentine. Elle est une espèce introduite dans tous les continents.
Elle est considérée comme une mauvaise herbe nuisible en Australie.

## Écologie
Elle est une plante hôte de la chenille de Crombrugghia distans, du Petit monarque, Tirumala hamata et Utetheisa elata.
La lutte biologique est à l'étude pour réduire la propagation de cette plante en Nouvelle-Galles du Sud et dans les régions avoisinantes en Australie. Les expériences ont montré un intérêt particulier pour Deuterocampta quadrijuga et les altises.

## Toxicité
Heliotropium amplexicaule contient des alcaloïdes pyrrolizidiniques. Elle est toxique pour le bétail.